# داريل هاريس (لاعب كرة قدم أمريكية أمريكي)
داريل هاريس (بالإنجليزية: Darryl Harris)‏ هو لاعب كرة قدم أمريكية أمريكي، ولد في 14 يناير 1985 في كلاركسديل في الولايات المتحدة.

## وصلات خارجية
- داريل هاريس على موقع مرجع كرة القدم المحترفة.كوم (الإنجليزية)